# Agamihäger
Se även fågeln trumpetare, som också går under namnet agami.
Agamihäger (Agamia agami) är en amerikansk fågel i familjen hägrar inom ordningen pelikanfåglar, ensam i sitt släkte Agamia.

## Utseende
Agamihägern är en rätt stor häger med en kroppslängd på 66–76 centimeter. Den är relativt kortbent för att vara en häger, med en tunn och mycket lång näbb, avsevärt längre än huvudet. Hals och undersida är kastanjefärgade, med ett vitt streck nerför halsen, och vingarna är glansigt gröna. Hjässa, halssidor och nedre delen av ryggen dekoreras av flygiga blekblå fjädrar. Näbb, ben och den nakna huden i ansiktet är blekgula, men den senare blir mer rödaktig under häckningssäsongen. Könen är lika, men ungfåglar skiljer sig åt med brunaktig ovansida, vit hals och brunvit streckning på undersidan.

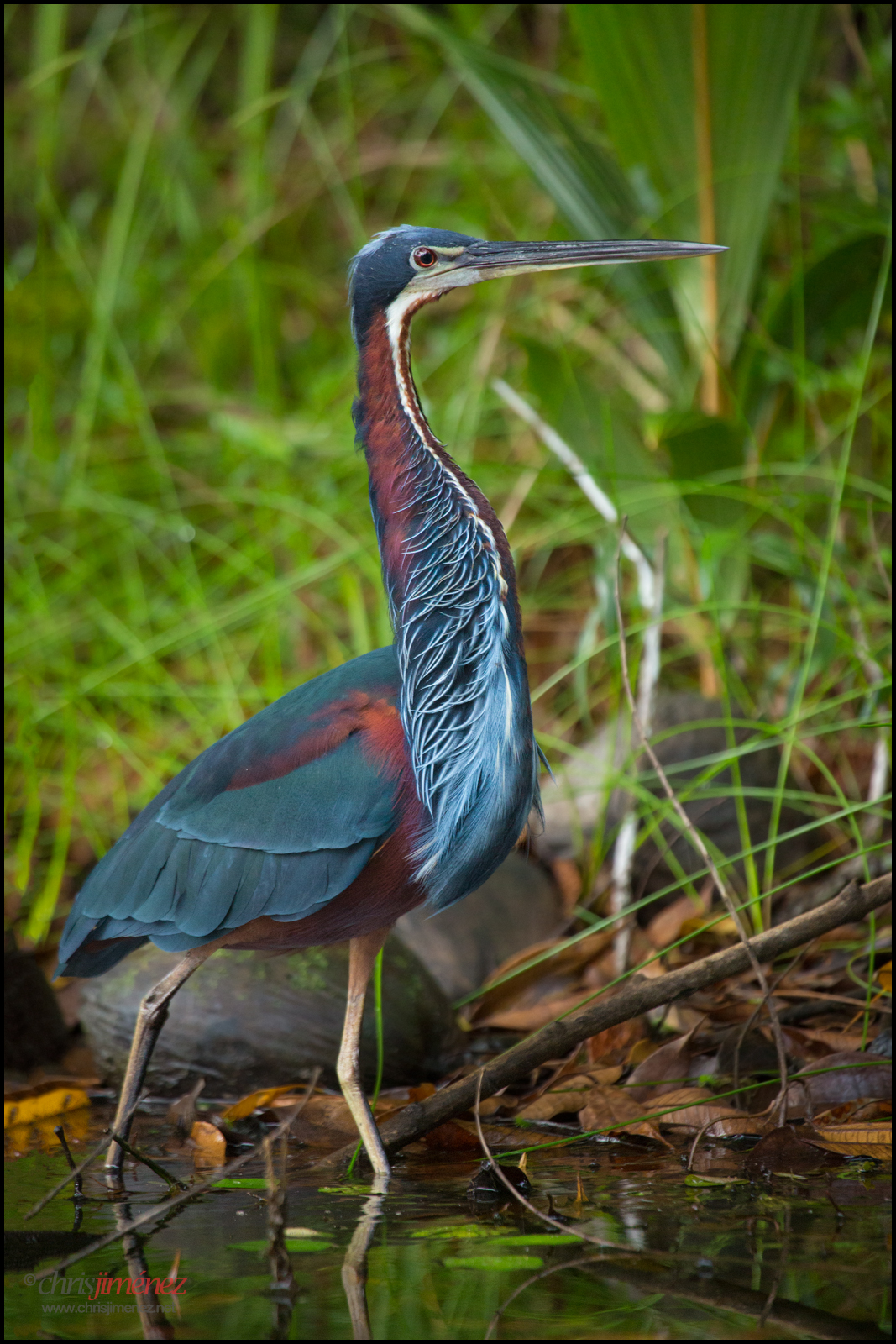
Adult.

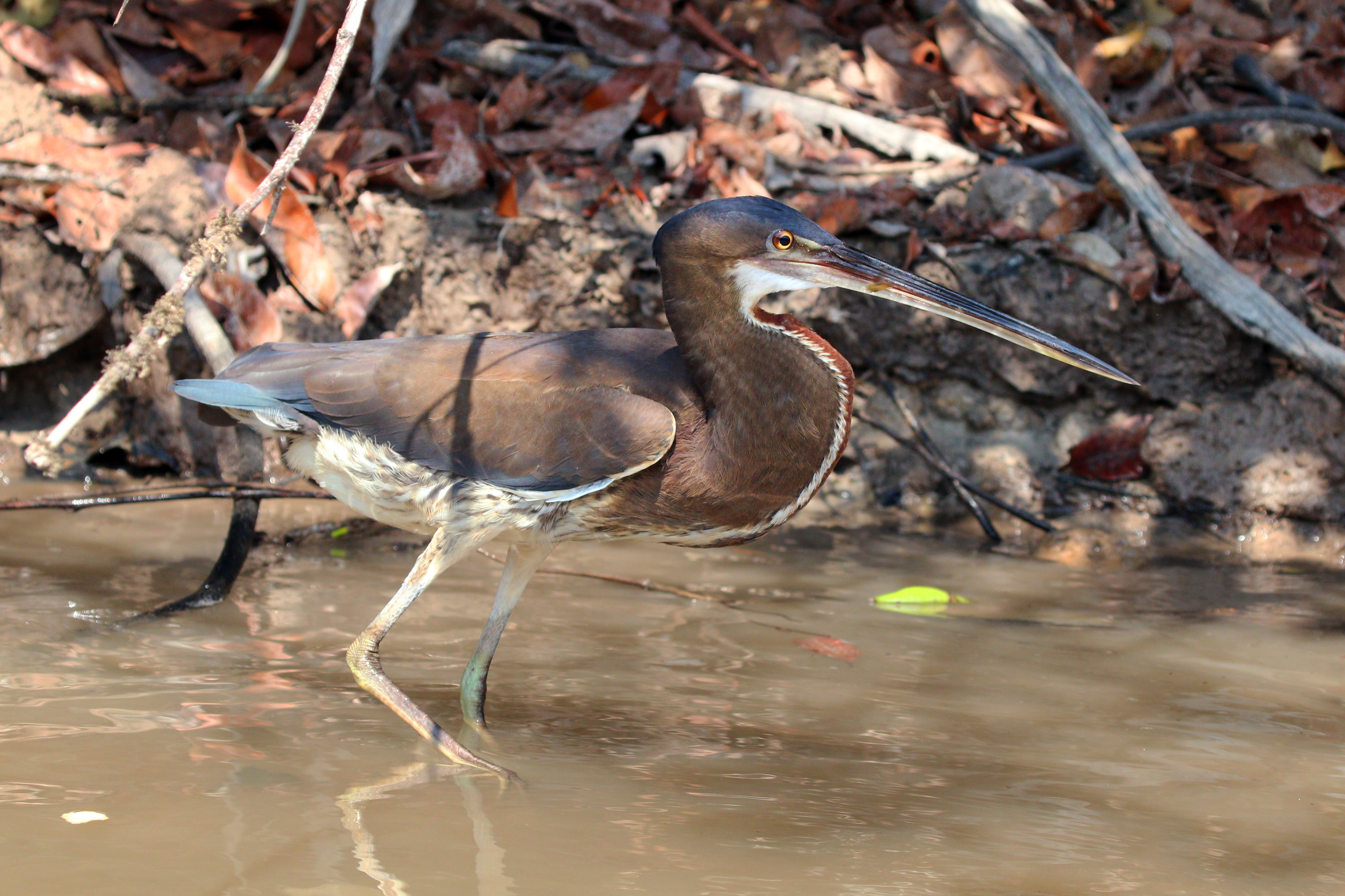
Ungfågel.

## Utbredning och systematik
Agamihäger placeras som enda art i släktet Agamia. Den behandlas som monotypisk, det vill säga att den inte delas in i några underarter. Fågeln förekommer från tropiska södra Mexiko till norra Bolivia och västra Amazonområdet i Brasilien.

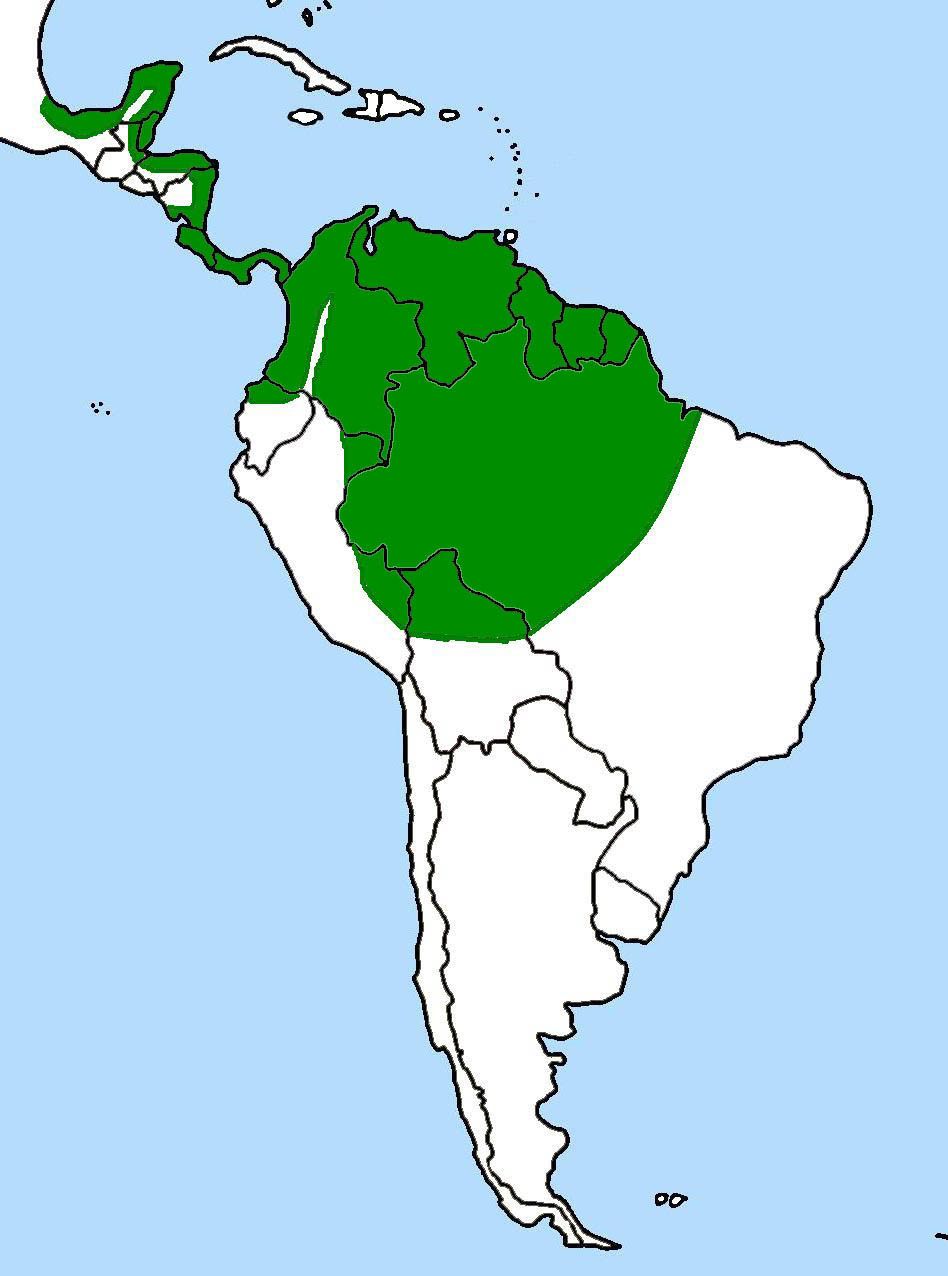
Agamihägerns utbredningsområde.

## Levnadssätt

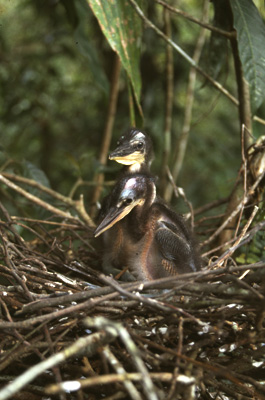
Agamihägerns ungar.

Denna art förekommer i sumpmarker utmed vattendrag och sjöar inne i tropisk skog, men även i säsongsmässigt varierande våtmarker. Den påträffas oftast i låglänta områden under 300 meter över havet, men har observerats vid 2 600 meters höjd i östra Anderna i Colombia. Fågeln lever mestadels av fisk, bland annat ciklider och laxkarpar. Den häckar i samband med regnsäsongen och bygger bo mellan juni och september i både Costa Rica och Venezuela. Boet placeras i ett träd eller en buske en till tre meter ovan vatten.

## Status och hot
Agamihägerns populationsutveckling är i dagsläget okänd, men den prognosticeras minska kraftigt till följd av habitatförstörelse i Amazonbäckenet. Internationella naturvårdsunionen IUCN kategoriserar den därför sedan 2012 som nära hotad. Partners in Flight beräknar världspopulationen till 50 000–500 000 individer, men vad det baseras på är oklart och populationen kan i själva verket vara mycket mindre.

## Namn
Agami är ett namn som ursprungsbefolkningen Cayenne använder för en skogslevande fågel, möjligtvis en trumpetare.